# Sigmoidoskopi

Schematisk bild som visar hur en undersökning med sigmoidoskop går till.

Sigmoidoskopi, även kallat sigmoideoskopi, innebär att en läkare med ett rörformigt instrument – sigmoidoskop – undersöker colon sigmoideum. Sigmoidoskopet förs in via rektum.